# Lissonota nirna
Lissonota nirna là một loài tò vò trong họ Ichneumonidae.